# Turuptiana obliqua
Turuptiana obliqua là một loài bướm đêm thuộc phân họ Arctiinae, họ Erebidae.